# Boris Bakal
Boris Bakal (Zagabria, 18 settembre 1959) è un saggista, regista, attore in radio, televisione e cinema e artista intermediale croato. In oltre trent'anni è stato autore di progetti teatrali e cinematografici, performance, installazioni e opere d'arte multimediali che sono stati presentati nei festival e nelle manifestazioni in oltre 20 paesi in tutto il mondo (tra cui: Bologna Capitale Europea della Cultura 2000, Dubrovnik Summer Festival, Akcent / Praga, Eurokaz / Zagabria, Bitef / Belgrado , Interferenze / Cluj, MESS / Sarajevo, Quadriennale di Praga, e altri).

## Biografia
Diplomatosi all'Accademia di Arte Drammatica di Zagabria nel 1981, sin dal periodo degli studi inizia a collaborare con vari artisti visivi e teatrali della Jugoslavia e stranieri come Ivica Boban, Marin Carić, Mario Gonsales, Breda Beban, Raša Todosijević, Egisto Marcucci e altri.
Dal 1978 recita in più di venti film e serial televisivi jugoslavi, canadesi, inglesi e statunitensi.
Nel 1985 realizza il suo primo spettacolo teatrale Stolpnik (Stilita) che è stato presentato per tre anni consecutivi da vari festival Internazionali e Jugoslavi.
Nel 1986 fonda il gruppo teatrale Teatro dei Fenomeni Ovvii con il quale crea sette spettacoli (22 Scene di Morte; Rumore Bianco, "Come se"; Kaspar; Bossa Nova, ecc.) e varie mostre interattive e installazioni multimediali.
Nella stagione 1988-89 ha svolto l'attività di Direttore dell'Immagine presso il Centro Culturale OKC-ZKM di Zagabria.
Nel suo lavoro si occupa degli stati alterati della percezione teatrale nell'interazione con situazioni reali seguendo un proprio metodo di “riciclaggio della realtà” attraverso il quale lo spettatore è messo in situazioni di ambiguità tra teatro e realtà. I suoi spettacoli sono stati presentati in spazi teatrali (gallerie e teatri) e non teatrali (stazioni ferroviarie, aeroporti, banche, appartamenti privati, uffici postali, cunicoli e tunnel sotterranee). In tutti questi spazi egli esplora un particolare stile recitativo che scaturisce dall'interazione tra la drammaturgia interiore dell'attore e il flusso orizzontale della struttura dello spettacolo. Questo metodo è basato sull'improvvisazione e la continua espansione del materiale teatrale nel lavoro sui “punti di vista”.
Nel 1991 Bakal è uno dei fondatori della Campagna Antiguerra Croata con la quale organizza vari seminari e laboratori in Croazia, Austria, Francia, Belgio e Paesi Bassi.
Nel 1993 promuove con altri artisti e intellettuali Flying University (Università Volante), un progetto politico e artistico con lo scopo di indagare problemi di identità e modelli della percezione della realtà. La maggior parte del progetto si svolge in Belgio, denunciando le manipolazioni dei processi collettivi di identificazione all'interno di varie strutture: insegnamento della storia, mercato internazionale, politica dei generi, movimenti nazionalisti e razzisti. Università Volante ha organizzato vari seminari e laboratori, residence, festival artistici e svolto azioni politiche e artistiche coinvolgendo studenti e intellettuali in Belgio, Francia, Slovenia, Bosnia ed Erzegovina, Croazia e Serbia durante la guerra.
Nel 1994 è direttore artistico del Festival di Louvain La Nueve in Belgio.
Nel 1995 Bakal lavora con la Polizia Civile delle Nazioni Unite nella Slavonija Occidentale (Croazia) dove svolge un'indagine sui crimini di guerra e la pulizia etnica, scrivendo vari articoli sui risultati di questo lavoro e sulla situazione politica della regione e della Croazia in genere.
Da aprile a maggio dello stesso anno Bakal cura la sezione di Teatro, Danza e Video per il Festival Internazionale Tunnel di Zagabria (Croazia).
Bakal ha vissuto, lavorato e presentato spettacoli in Germania, Russia, Repubblica Ceca, Austria, Francia, Senegal, Macedonia, Croazia, Serbia, Slovenia, Italia, Ungheria, Lussemburgo, Belgio, Paesi Bassi e Stati Uniti, osservando i problemi dell'identità e delle tradizioni e i loro effetti nel teatro e nell'arte.
Nel 1995 ha cofondato a Bologna il gruppo artistico Orchestra Stolpnik con il quale ha prodotto e creato nove spettacoli ( B.E.N.E. - Lo Specchio della Differenza, 1996; B.E.N.E.- NEW ENTRY 1998; Mi Ami Ancora? e X X X DOCUMENTO N°2, 1998; INVOCAZIONE DI UN ELDORADO nel 1999; HOTEL EUROPA 2000; UN'ITALIA TUTTA PER ME 2001; SHADOW CASTERS 2001-2003; PROCESSO_CITTÀ 2004-2006) e ha creato il festival interdisciplinare di residenze artistiche STAGIONE DI CACCIA (1999, 2000, 2001).
Nel 2001 ha fondato una piattaforma artistica di collaborazione internazionale a Zagabria (Bacaci Sjenki) con la quale ha creato diversi progetti interdisciplinari in Italia, Croazia, Francia, Stati Uniti, Austria e Paesi Bassi.
Tra le sue tante collaborazioni sono i lavori con e per: Jean Michel Bruyere, Katarina Pejović, Yoshiko Chuma, Paolo Baroni, Stanko Juzbašic, Alessandro Rossetto, Tim Hodgkinson, Nataša Lušetic, Guido Guidi, Branko Potocan, Christopher Mackeeman, Darko Fritz, Alvin Curran, Tomo S. Gecan, Ennio Ruffolo, Bruno Barla and Branko Brezovec.

## Vita privata
Padre di Miona Zina Pejovic Bakal e David Joris Adrian Turjak Bakal.

## Filmografia

### Attore
- Strajk (Sciopero), regia di Berislav Makarović TV (1979)
- Kalison, regia di Miljenko Bukovčan (1980) cortometraggio
- Judita, regia di Marin Carić (1980) TV
- Nepokoreni grad (Una città invincibile), regia di Eduard Galić (1981) TV
- Poglavlje iz života Augusta Šenoe (Un capitolo dalla vita di A. Šenoa), regia di Rudolf Sremec (1981) TV
- Nesretan slučaj(L'Incidente) regia di Saša Vojković (1981) TV
- Smogovci regia di Milivoj Puhlovski (1982) TV
- Milioneri (Milionari) regia di Miodrag Krencer (1982) TV
- Memed My Hawk, regia di Peter Ustinov (1984) lungometraggio
- Hudodelci regia di Franci Slak (1987) lungometraggio
- Race for the Bomb, regia di Jean-François Delassus & Allan Eastman (1987) lungometraggio
- Fatal Sky, regia di Frank Shields (1990) lungometraggio
- Bijeg (La Fuga), regia di Dražen Piškorić (1991) TV
- Memories of Midnight, regia di Gary Nelson (1991) TV
- The Sands of Time, regia di Gary Nelson (1992)
- Un medico in famiglia, regia di Riccardo Donna (1999) TV
- Giornalisti, regia di Donatella Maiorca (2000) TV
- Casa famiglia, regia di Riccardo Donna (2000) TV
- Villa Maria , regia di Alicia Carvajal (2004) TV
- Zabranjena ljubav ("L'amore vietata), regia di Milivoj Puhlovski (2004-2006) TV
- Obicni ljudi ("Gente semplice), regia di Branko Ivanda (2007) TV
- Ja, Che Gevara ("Io, Che Gevara"), regia di Roman Majetić (2008) TV
- Ponos Ratkajevih ("L'orgoglio degli Ratkaj"), regia di Branko Ivanda (2008) TV
- Mamutica (Blocco residenziale Mammut), regia di Zoran Margetic (2008) TV
- Goltzius and the Pelican Company, regia di Peter Greenaway (2012) TV

### Regista
- "On the Verge of Reason" - un serial documentario (2013)[4].
- "Concrete love" - un film documentario (2004)-(2015) - pre-produzione/produzione[5]
- "Ex-posizione" - un film docu-finzionale (2014) - postproduzione
- "Il circolo perfetto" - un film documentario (2017) - pre-produzione[6].